# Tour de France 2013 – 18. etap
18. etap kolarskiego wyścigu Tour de France 2013 odbył się 18 lipca. Start etapu miał miejsce w miejscowości Gap, zaś meta w L’Alpe d’Huez. Etap liczył 172,5 kilometra.
Zwycięzcą etapu został Christophe Riblon. Drugie miejsce zajął Tejay van Garderen, a trzecie Moreno Moser.

## Premie
| Rodzaj | Rodzaj            | Miejscowość / Miejsce | Kilometry (od startu) | Kilometry (do mety) |
| ------ | ----------------- | --------------------- | --------------------- | ------------------- |
|        | Górska (II kat.)  | Col de Manse          | 13,0                  | 159,5               |
|        | Górska (III kat.) | Rampe du Motty        | 45,0                  | 127,5               |
|        | Górska (II kat.)  | Col d'Ornon (1 371 m) | 95,0                  | 77,5                |
|        | Lotna             | Bourg-d’Oisans        | 108,0                 | 64,5                |
|        | Górska (HC)       | Alpe d’Huez 1         | 122,5                 | 50,0                |
|        | Górska (II kat.)  | Col de Sarenne        | 131,5                 | 41,0                |
|        | Górska (HC)       | Alpe d’Huez 2         | 172,5                 | 0,0                 |

### Wyniki na premiach
| Górska – Col de Manse | Górska – Col de Manse | Górska – Col de Manse | Górska – Col de Manse | Górska – Col de Manse |
| Msc.                  | Zawodnik              | Zespół                | Punkty                |                       |
| --------------------- | --------------------- | --------------------- | --------------------- | --------------------- |
| 1.                    | Ryder Hesjedal        | GRS                   | 5                     |                       |
| 2.                    | Arnold Jeannesson     | FDJ                   | 3                     |                       |
| 3.                    | Thomas Voeckler       | EUC                   | 2                     |                       |
| 4.                    | John Gadret           | A2R                   | 1                     |                       |

| Górska – Rampe du Motty | Górska – Rampe du Motty | Górska – Rampe du Motty | Górska – Rampe du Motty | Górska – Rampe du Motty |
| Msc.                    | Zawodnik                | Zespół                  | Punkty                  |                         |
| ----------------------- | ----------------------- | ----------------------- | ----------------------- | ----------------------- |
| 1.                      | Thomas Danielson        | GRS                     | 2                       |                         |
| 2.                      | Christophe Riblon       | A2R                     | 1                       |                         |

| Górska – Col d'Ornon (1 371 m) | Górska – Col d'Ornon (1 371 m) | Górska – Col d'Ornon (1 371 m) | Górska – Col d'Ornon (1 371 m) | Górska – Col d'Ornon (1 371 m) |
| Msc.                           | Zawodnik                       | Zespół                         | Punkty                         |                                |
| ------------------------------ | ------------------------------ | ------------------------------ | ------------------------------ | ------------------------------ |
| 1.                             | Arnold Jeannesson              | FDJ                            | 5                              |                                |
| 2.                             | Sylvain Chavanel               | OPQ                            | 3                              |                                |
| 3.                             | Jens Voigt                     | RTL                            | 2                              |                                |
| 4.                             | Thomas Danielson               | GRS                            | 1                              |                                |

| Lotna – Bourg-d’Oisans | Lotna – Bourg-d’Oisans         | Lotna – Bourg-d’Oisans | Lotna – Bourg-d’Oisans | Lotna – Bourg-d’Oisans |
| Msc.                   | Zawodnik                       | Zespół                 | Punkty                 |                        |
| ---------------------- | ------------------------------ | ---------------------- | ---------------------- | ---------------------- |
| 1.                     | Lars Boom                      | BEL                    | 20                     |                        |
| 2.                     | Sylvain Chavanel               | OPQ                    | 17                     |                        |
| 3.                     | Christophe Riblon              | A2R                    | 15                     |                        |
| 4.                     | Moreno Moser                   | CAN                    | 13                     |                        |
| 5.                     | Tejay van Garderen             | BMC                    | 11                     |                        |
| 6.                     | Thomas Danielson               | GRS                    | 10                     |                        |
| 7.                     | Jens Voigt                     | RTL                    | 9                      |                        |
| 8.                     | Andrey Amador                  | MOV                    | 8                      |                        |
| 9.                     | Arnold Jeannesson              | FDJ                    | 7                      |                        |
| 10.                    | Sérgio Miguel Moreira Paulinho | TST                    | 6                      |                        |
| 11.                    | Nicolas Roche                  | TST                    | 5                      |                        |
| 12.                    | André Greipel                  | LTB                    | 4                      |                        |
| 13.                    | Peter Sagan                    | CAN                    | 3                      |                        |
| 14.                    | Fabio Sabatini                 | CAN                    | 2                      |                        |
| 15.                    | Maciej Bodnar                  | CAN                    | 1                      |                        |

| Górska – Alpe d’Huez 1 | Górska – Alpe d’Huez 1 | Górska – Alpe d’Huez 1 | Górska – Alpe d’Huez 1 | Górska – Alpe d’Huez 1 |
| Msc.                   | Zawodnik               | Zespół                 | Punkty                 |                        |
| ---------------------- | ---------------------- | ---------------------- | ---------------------- | ---------------------- |
| 1.                     | Moreno Moser           | CAN                    | 25                     |                        |
| 2.                     | Christophe Riblon      | A2R                    | 20                     |                        |
| 3.                     | Tejay van Garderen     | BMC                    | 16                     |                        |
| 4.                     | Jens Voigt             | RTL                    | 14                     |                        |
| 5.                     | Thomas Danielson       | GRS                    | 12                     |                        |
| 6.                     | Arnold Jeannesson      | FDJ                    | 10                     |                        |
| 7.                     | Lars Boom              | BEL                    | 8                      |                        |
| 8.                     | Andrey Amador          | MOV                    | 6                      |                        |
| 9.                     | Sylvain Chavanel       | OPQ                    | 4                      |                        |
| 10.                    | Mikel Nieve Iturralde  | EUS                    | 2                      |                        |

| Górska – Col de Sarenne | Górska – Col de Sarenne | Górska – Col de Sarenne | Górska – Col de Sarenne | Górska – Col de Sarenne |
| Msc.                    | Zawodnik                | Zespół                  | Punkty                  |                         |
| ----------------------- | ----------------------- | ----------------------- | ----------------------- | ----------------------- |
| 1.                      | Tejay van Garderen      | BMC                     | 5                       |                         |
| 2.                      | Christophe Riblon       | A2R                     | 3                       |                         |
| 3.                      | Jens Voigt              | RTL                     | 2                       |                         |
| 4.                      | Moreno Moser            | CAN                     | 1                       |                         |

| Górska – Alpe d’Huez 2 | Górska – Alpe d’Huez 2   | Górska – Alpe d’Huez 2 | Górska – Alpe d’Huez 2 | Górska – Alpe d’Huez 2 |
| Msc.                   | Zawodnik                 | Zespół                 | Punkty                 |                        |
| ---------------------- | ------------------------ | ---------------------- | ---------------------- | ---------------------- |
| 1.                     | Christophe Riblon        | A2R                    | 50                     |                        |
| 2.                     | Tejay van Garderen       | BMC                    | 40                     |                        |
| 3.                     | Moreno Moser             | CAN                    | 32                     |                        |
| 4.                     | Nairo Quintana           | MOV                    | 28                     |                        |
| 5.                     | Joaquim Rodríguez Oliver | KAT                    | 24                     |                        |
| 6.                     | Richie Porte             | SKY                    | 20                     |                        |
| 7.                     | Chris Froome             | SKY                    | 16                     |                        |
| 8.                     | Alejandro Valverde       | MOV                    | 12                     |                        |
| 9.                     | Mikel Nieve Iturralde    | EUS                    | 8                      |                        |
| 10.                    | Jakob Fuglsang           | AST                    | 4                      |                        |

## Wyniki etapu
| Msc. | Zawodnik                 | Państwo           | Zespół                     | Czas       | Punkty |
| ---- | ------------------------ | ----------------- | -------------------------- | ---------- | ------ |
| 1.   | Christophe Riblon        | Francja           | Ag2r-La Mondiale           | 4h 51' 32" | 20     |
| 2.   | Tejay van Garderen       | Stany Zjednoczone | BMC Racing Team            | + 59”      | 17     |
| 3.   | Moreno Moser             | Włochy            | Cannondale                 | + 1' 27"   | 15     |
| 4.   | Nairo Quintana           | Kolumbia          | Movistar Team              | + 2' 12"   | 13     |
| 5.   | Joaquim Rodríguez Oliver | Hiszpania         | Katusha Team               | + 2' 15”   | 11     |
| 6.   | Richie Porte             | Australia         | Sky Procycling             | + 3' 18”   | 10     |
| 7.   | Chris Froome             | Wielka Brytania   | Sky Procycling             | + 3' 18”   | 9      |
| 8.   | Alejandro Valverde       | Hiszpania         | Movistar Team              | + 3' 22"   | 8      |
| 9.   | Mikel Nieve Iturralde    | Hiszpania         | Euskaltel-Euskadi          | + 4' 15”   | 7      |
| 10.  | Jakob Fuglsang           | Dania             | Astana Pro Team            | + 4' 15”   | 6      |
| 11.  | Alberto Contador         | Hiszpania         | Team Saxo-Tinkoff          | + 4' 15”   | 5      |
| 12.  | Roman Kreuziger          | Czechy            | Team Saxo-Tinkoff          | + 4' 31"   | 4      |
| 13.  | Michael Rogers           | Australia         | Team Saxo-Tinkoff          | + 4' 45”   | 3      |
| 14.  | Andrew Talansky          | Stany Zjednoczone | Garmin-Sharp               | + 4' 49”   | 2      |
| 15.  | José Rodolfo Serpa Pérez | Kolumbia          | Lampre-Merida              | + 5' 18”   | 1      |
| 16.  | Romain Bardet            | Francja           | Ag2r-La Mondiale           | + 5' 40"   | —      |
| 17.  | Igor Antón               | Hiszpania         | Euskaltel-Euskadi          | + 5' 40"   | —      |
| 18.  | John Gadret              | Francja           | Ag2r-La Mondiale           | + 5' 42"   | —      |
| 19.  | Alessandro De Marchi     | Włochy            | Cannondale                 | + 5' 47"   | —      |
| 20.  | Bart De Clercq           | Belgia            | Lotto-Belisol              | + 5' 56"   | —      |
| 21.  | Daniel Moreno Fernandez  | Hiszpania         | Katusha Team               | + 6' 08"   | —      |
| 22.  | Wout Poels               | Holandia          | Vacansoleil-DCM            | + 6' 10"   | —      |
| 23.  | Daniel Navarro           | Hiszpania         | Cofidis, Solutions Crédits | + 6' 13"   | —      |
| 24.  | Alexandre Geniez         | Francja           | FDJ.fr                     | + 6' 13"   | —      |
| 25.  | Robert Gesink            | Holandia          | Belkin Pro Cycling         | + 6' 13"   | —      |
| 26.  | Bauke Mollema            | Holandia          | Belkin Pro Cycling         | + 6' 13"   | —      |
| 27.  | Pierre Rolland           | Francja           | Team Europcar              | + 6' 19"   | —      |
| 28.  | Maxime Monfort           | Belgia            | RadioShack-Leopard         | + 6' 30"   | —      |
| 29.  | Jan Bakelants            | Belgia            | RadioShack-Leopard         | + 6' 45"   | —      |
| 30.  | Arnold Jeannesson        | Francja           | FDJ.fr                     | + 6' 59"   | —      |

## Klasyfikacje po etapie

### Klasyfikacja generalna
| Msc. | Zawodnik                 | Państwo           | Zespół                     | Czas        |
| ---- | ------------------------ | ----------------- | -------------------------- | ----------- |
|      | Chris Froome             | Wielka Brytania   | Sky Procycling             | 71h 02' 19" |
| 2.   | Alberto Contador         | Hiszpania         | Team Saxo-Tinkoff          | + 5' 11"    |
| 3.   | Nairo Quintana           | Kolumbia          | Movistar Team              | + 5' 32"    |
| 4.   | Roman Kreuziger          | Czechy            | Team Saxo-Tinkoff          | + 5' 44"    |
| 5.   | Joaquim Rodríguez Oliver | Hiszpania         | Katusha Team               | + 5' 58"    |
| 6.   | Bauke Mollema            | Holandia          | Belkin Pro Cycling         | + 8' 58"    |
| 7.   | Jakob Fuglsang           | Dania             | Astana Pro Team            | + 9' 33"    |
| 8.   | Michael Rogers           | Australia         | Team Saxo-Tinkoff          | + 14' 26"   |
| 9.   | Michał Kwiatkowski       | Polska            | Omega Pharma-Quick Step    | + 14' 38"   |
| 10.  | Laurens ten Dam          | Holandia          | Belkin Pro Cycling         | + 14' 39"   |
| 11.  | Alejandro Valverde       | Hiszpania         | Movistar Team              | + 14' 56"   |
| 12.  | Andrew Talansky          | Stany Zjednoczone | Garmin-Sharp               | + 16' 24"   |
| 13.  | Daniel Navarro           | Hiszpania         | Cofidis, Solutions Crédits | + 19' 18"   |
| 14.  | Maxime Monfort           | Belgia            | RadioShack-Leopard         | + 19' 56"   |
| 15.  | Mikel Nieve Iturralde    | Hiszpania         | Euskaltel-Euskadi          | + 24' 13"   |
| 16.  | Daniel Moreno Fernandez  | Hiszpania         | Katusha Team               | + 30' 05"   |
| 17.  | Romain Bardet            | Francja           | Ag2r-La Mondiale           | + 30' 45"   |
| 18.  | Andy Schleck             | Luksemburg        | RadioShack-Leopard         | + 31' 19"   |
| 19.  | Daniel Martin            | Irlandia          | Garmin-Sharp               | + 34' 22"   |
| 20.  | Richie Porte             | Australia         | Sky Procycling             | + 37' 42"   |

### Klasyfikacja punktowa
| Msc. | Zawodnik                     | Państwo           | Zespół                  | Punkty |
| ---- | ---------------------------- | ----------------- | ----------------------- | ------ |
|      | Peter Sagan                  | Słowacja          | Cannondale              | 380    |
| 2.   | Mark Cavendish               | Wielka Brytania   | Omega Pharma-Quick Step | 278    |
| 3.   | André Greipel                | Niemcy            | Lotto-Belisol           | 227    |
| 4.   | Marcel Kittel                | Niemcy            | Team Argos-Shimano      | 177    |
| 5.   | Alexander Kristoff           | Norwegia          | Katusha Team            | 157    |
| 6.   | José Joaquín Rojas Gil       | Hiszpania         | Movistar Team           | 145    |
| 7.   | Michał Kwiatkowski           | Polska            | Omega Pharma-Quick Step | 110    |
| 8.   | Juan Antonio Flecha Giannoni | Hiszpania         | Vacansoleil-DCM         | 110    |
| 9.   | Chris Froome                 | Wielka Brytania   | Sky Procycling          | 92     |
| 10.  | Daryl Impey                  | Południowa Afryka | Orica GreenEDGE         | 91     |
| 11.  | Sylvain Chavanel             | Francja           | Omega Pharma-Quick Step | 87     |
| 12.  | Thomas De Gendt              | Belgia            | Vacansoleil-DCM         | 84     |
| 13.  | Christophe Riblon            | Francja           | Ag2r-La Mondiale        | 83     |
| 14.  | Samuel Dumoulin              | Francja           | Ag2r-La Mondiale        | 72     |
| 15.  | Bauke Mollema                | Holandia          | Belkin Pro Cycling      | 69     |

### Klasyfikacja górska
| Msc. | Zawodnik                 | Państwo           | Zespół            | Punkty |
| ---- | ------------------------ | ----------------- | ----------------- | ------ |
|      | Chris Froome             | Wielka Brytania   | Sky Procycling    | 104    |
| 2.   | Nairo Quintana           | Kolumbia          | Movistar Team     | 97     |
| 3.   | Christophe Riblon        | Francja           | Ag2r-La Mondiale  | 77     |
| 4.   | Mikel Nieve Iturralde    | Hiszpania         | Euskaltel-Euskadi | 63     |
| 5.   | Tejay van Garderen       | Stany Zjednoczone | BMC Racing Team   | 62     |
| 6.   | Joaquim Rodríguez Oliver | Hiszpania         | Katusha Team      | 59     |
| 7.   | Moreno Moser             | Włochy            | Cannondale        | 58     |
| 8.   | Pierre Rolland           | Francja           | Team Europcar     | 51     |
| 9.   | Richie Porte             | Australia         | Sky Procycling    | 48     |
| 10.  | Alejandro Valverde       | Hiszpania         | Movistar Team     | 34     |
| 11.  | Roman Kreuziger          | Czechy            | Team Saxo-Tinkoff | 28     |
| 12.  | Jakob Fuglsang           | Dania             | Astana Pro Team   | 28     |
| 13.  | Thomas Danielson         | Stany Zjednoczone | Garmin-Sharp      | 27     |
| 14.  | Alberto Contador         | Hiszpania         | Team Saxo-Tinkoff | 25     |
| 15.  | Arnold Jeannesson        | Francja           | FDJ.fr            | 24     |

### Klasyfikacja młodzieżowa
| Msc. | Zawodnik              | Państwo           | Zespół                     | Czas         |
| ---- | --------------------- | ----------------- | -------------------------- | ------------ |
|      | Nairo Quintana        | Kolumbia          | Movistar Team              | 71h 07' 51"  |
| 2.   | Michał Kwiatkowski    | Polska            | Omega Pharma-Quick Step    | + 9' 06"     |
| 3.   | Andrew Talansky       | Stany Zjednoczone | Garmin-Sharp               | + 10' 52"    |
| 4.   | Romain Bardet         | Francja           | Ag2r-La Mondiale           | + 25' 13"    |
| 5.   | Tejay van Garderen    | Stany Zjednoczone | BMC Racing Team            | + 1h 01' 50" |
| 6.   | Alexis Vuillermoz     | Francja           | Sojasun                    | + 1h 12' 17" |
| 7.   | Arthur Vichot         | Francja           | FDJ.fr                     | + 1h 21' 09" |
| 8.   | Tom Dumoulin          | Holandia          | Team Argos-Shimano         | + 1h 22' 55" |
| 9.   | Alexandre Geniez      | Francja           | FDJ.fr                     | + 1h 26' 04" |
| 10.  | Tony Gallopin         | Francja           | RadioShack-Leopard         | + 1h 28' 08" |
| 11.  | Peter Kennaugh        | Wielka Brytania   | Sky Procycling             | + 1h 51' 16" |
| 12.  | Rudy Molard           | Francja           | Cofidis, Solutions Crédits | + 1h 53' 27" |
| 13.  | Peter Sagan           | Słowacja          | Cannondale                 | + 1h 55' 58" |
| 14.  | Ion Izagirre Insausti | Hiszpania         | Euskaltel-Euskadi          | + 1h 58' 42" |
| 15.  | Moreno Moser          | Włochy            | Cannondale                 | + 2h 10' 00" |

### Klasyfikacja drużynowa
| Msc. | Zespół                  | Państwo           | Czas         |
| ---- | ----------------------- | ----------------- | ------------ |
|      | Team Saxo-Tinkoff       | Dania             | 212h 29' 26" |
| 2.   | Ag2r-La Mondiale        | Francja           | + 6' 05"     |
| 3.   | RadioShack-Leopard      | Luksemburg        | + 12' 29"    |
| 4.   | Movistar Team           | Hiszpania         | + 24' 33"    |
| 5.   | Belkin Pro Cycling      | Holandia          | + 28' 37"    |
| 6.   | Katusha Team            | Rosja             | + 48' 06"    |
| 7.   | BMC Racing Team         | Stany Zjednoczone | + 1h 08' 40" |
| 8.   | Garmin-Sharp            | Stany Zjednoczone | + 1h 08' 55" |
| 9.   | Omega Pharma-Quick Step | Belgia            | + 1h 15' 49" |
| 10.  | Euskaltel-Euskadi       | Hiszpania         | + 1h 20' 35" |